# Barnaul
Barnaul (rusky Барнау́л) je město v Rusku, na řece Ob v západní části Sibiře. Je hlavním městem Altajského kraje. Žije zde přibližně 623 tisíc obyvatel.

## Historie
Barnaul patří k nejstarším městům na Sibiři, byl založen už roku 1730 a městská práva získal roku 1771. Přes město vedly obchodní cesty na východ, což mu umožnilo růst, stejně jako příchod železnice na začátku 20. století. Během 2. světové války sem byl nastěhován průmysl z okupovaných částí Sovětského svazu, což mu zajistilo další růst. Dnes ve městě sídlí jedna z nějvětších ruských muničních továren (výrobce nese stejné jméno jako město – Barnaul).

## Vzdělání a kultura
Město se nachází přibližně 220 km jižně od Novosibirska; je také známo jako výzkumnické centrum Sibiře. Má pět univerzit a 35 knihoven. Místní muzeum bylo založeno už roku 1823 a je jedním z nejstarších muzeí na Sibiři. Od roku 1838 je tu také meteorologická observatoř.

## Vývoj počtu obyvatelstva
| rok  | počet obyvatel |
| ---- | -------------- |
| 1835 | 9 100          |
| 1860 | 11 600         |
| 1879 | 13 529         |
| 1897 | 29 400         |
| 1916 | 71 200         |
| 1939 | 148 200        |
| 1979 | 323 000        |
| 1989 | 601 800        |
| 1999 | 653 000        |
| 2007 | 649 600        |
| 2010 | 612 091        |

## Partnerská města
- Flagstaff, Spojené státy americké
- Öskemen, Kazachstán (2012)
- Paj-čcheng, Čína
- Sin-ťiang, Čína (2007)
- Šumen, Bulharsko
- Zaragoza, Španělsko